# 由雄与三平
由雄 与三平（よしお よそへい、1845年（弘化2年1月） - 1910年（明治43年）1月4日）は、日本の政治家、衆議院議員（1期）。

## 経歴
加賀国河北郡津幡村(現・石川県河北郡津幡町)生まれ。津幡村会議員、同議長、河北郡連合村会議長、津幡村外六ヶ村長、石川県会議員、勧業諮問会員となる。
1892年の第2回衆議院議員総選挙において石川3区から弥生倶楽部所属で立候補して当選する。衆議院議員を1期務め、1894年3月の第3回衆議院議員総選挙は不出馬。同年9月の第4回衆議院議員総選挙では自由党から出馬して落選した。1910年に死去した。